# Lewis Branscomb
Lewis M. Branscomb (Asheville, 17 de agosto de 1926) é um físico estadunidense.
Após prestar o serviço militar na Segunda Guerra Mundial nas Filipinas pela Reserva da Marinha dos Estados Unidos, concluiu seus estudos de física em 1945 na Universidade Duke. Em seguida foi para a Universidade Harvard, onde obteve um doutorado em 1949 com um trabalho experimental sobre física molecular. Em foi para o National Bureau of Standards (NBS).
Em 1986 foi para a John F. Kennedy School of Government da Universidade Harvard.
Em 1969 foi eleito fellow da Associação Americana para o Avanço da Ciência. Em 1970 foi eleito membro da Academia Nacional de Ciências dos Estados Unidos e da American Philosophical Society. Em 1974 foi eleito membro da Academia Nacional de Engenharia dos Estados Unidos. Em 1979 foi presidente da American Physical Society. Recebeu o Prêmio Vannevar Bush de 2001. Foi eleito em 2003 membro estrangeiro da Academia de Ciências da Rússia.

## Obras
- Beyond Spinoff: Military and Commercial Technologies in a Changing World, (with J. Alic, et al., 1992)
- Empowering Technology: Implementing a U.S. Policy (1993)
- Confessions of a Technophile (1994)
- Converging Infrastructures: Intelligent Transportation and the National Information Infrastructure (with James Keller, 1996)
- Informed Legislatures: Coping with Science in a Democracy (with Megan Jones and David Guston, 1996)
- Korea at the Turning Point: Innovation-Based Strategies for Development (with H.Y. Choi, 1996)
- Investing in Innovation: Creating a Research and Innovation Policy that Works (with James Keller, eds., 1998)
- Industrializing Knowledge: University-Industry Linkages in Japan and the United States (with Fumio Kodama and Richard Florida, eds., 1999)
- Taking Technical Risks: How Innovators, Executives, and Investors Manage High-Tech Risks (with Philip E. Auerswald, 2001),
- Making the Nation Safer: The Role of Science and Technology in Countering Terrorism (co-chaired with Richard Klausner, Committee on S&T for Countering Terrorism, National Academies, 2002)
- Seeds of Disaster, Roots of Response: How Private Action can Reduce Public Vulnerability (with P. Auerswald, Todd M. LaPorte, and E. Michel-Kerjan, Cambridge University Press, September 2006)